# Саймън Дейвис
Саймън Дейвис (на английски: Simon Davies) е уелски футболист. Той играе за Фулъм на позиция халф.

## Биография
Роден е на 23 октомври 1979 година в Хавърфордуест, Уелс.

## Питърбъроу Юнайтед
Дейвис е стажант с Wrexham, преди да се присъедини Питърбро Юнайтед на 15-годишна възраст. След като се дипломира от академията система на страна, той бързо се утвърждава като първия отборен играч с клуба, събирайки над 50 първите си изяви на екипа преди да навърши 20. След изпробване с Манчестър Юнайтед през юли 1999 г., представления Дейвис "за Peterborough насърчавани Тотнъм мениджър Джордж Греъм, за да прекарат £ 700 хиляди да го вземе, заедно с колегите крило Матю Етерингтън, на Уайт Харт Лейн на 31 декември 1999 г.

## Тотнъм
Дейвис дебютира в състава на шпорите на 9 април 2000, когато те губят с 0:2 от Ливърпул. В началото на своята кариера играе като резерва, но след травмата на Йейвинд Леорнадсен става титуляр, а в 5 рунд на Купата на Футболните Асоциации в Англия в мача против Стокпорт Каунти вкарва два гола (това се случва на 17 февруари 2001). За 5 години игра има множество травми, но е участвал в 154 мача и вкарва 24 гола във всички състезания.

## Евертън
На 26 май 2005 за 4 милиона стерлинга Саймън отива в Евертън, това му дава шанс, да играе в европейските турнирите (в това число и Шампионска лига). Дейвис играе сезон 2005/06, заедно с целия отбор. Той е запомнен с головете във вратата на Бирмингам Сити, с която води победоносната серия на „Мърсисайдците“.

## Фулъм
През януари 2007 година Дейвис отива във Фулъм, стойността на трансфера не се разкрива. Той взима мястото на левия фланг. На 30 януари 2007 Дейвис дебютира в мача против Шефилд Юнайтед. От този момент Дейвис станал основен играч в отбора. Той често вкарвал и се прославил с голове, например гола от наказателен удар в един мач против Съндърланд. Играта на уелсецът впечатлява тогавашния треньор Лаури Санчес. През сезон 2007/08 Дейвис е признат на най-добър играч на клуба.
Саймън става един от тези играчи, които помагат да се стигне до финала на Лига Европа — 29 април 2010 Дейвис вкарва гол за британците гол във вратата на Хамбург, с победата 2:1. Той вкарва гол на финала на Лига Европа във вратата на Атлетико Мадрид, но това не спасява Фулъм от поражения в продължението. Финалът в Лига Европа остава най-голямото постижение на Дейвис в евротурните.